# Маунт-Рейнир (национальный парк)
Ма́унт-Рейни́р (англ. Mount Rainier National Park) — национальный парк США, расположенный в юго-восточной части округа Пирс и северо-западной части округа Льюис в штате Вашингтон.
Площадь парка составляет 953,5 км². На территории парка находится стратовулкан Рейнир, высота которого составляет 4392 м. Вулкан резко поднимается над окружающими его территориями; высота парка от 490 до более чем 1430 м над уровнем моря. Рейнир является самой высокой точкой в Каскадных горах, вокруг него расположены долины, водопады, субальпийские цветущие луга, реликтовые леса и более 25 ледников. Вулкан часто покрыт облаками, изливающими огромное количество осадков, нередко вызывая разрушительные наводнения.
На территории парка расположены прекрасные альпийские луга и около 370 км² реликтовых лесов.

## История

### Коренное население
Первые свидетельства пребывания человека на территории современного парка датируются возрастом около 4000-5800 лет. Они были найдены вдоль пешеходного маршрута Бенч-Лейк (первая часть маршрута Сноу-Лейк). Более существенной археологической находкой является каменное убежище, найденное вблизи ручья Фрайингпан, к востоку от горы Гоат-Айленд. В убежище были найдены предметы, связанные с охотой. Также, можно полагать, что убежище не использовалось на протяжении всего года. Вероятно, данное место использовалось племенами Колумбийского плато около 1000—300 лет назад.
В 1963 году Служба национальных парков США заключила договор с Университетом штата Вашингтон с целью изучения использования территории парка коренным населением этих мест. Ричард Догерти провёл археологическое исследование района и пришёл к выводу, что район наиболее интенсивно использовался в период между 8000 и 4500 лет назад. В результате опросов пожилых представителей коренных народов и изучения этнографической литературы, другой учёный, Аллан Х. Смит, не нашёл никаких доказательств постоянного проживания населения на территории парка. Тем не менее, данная территория активно использовалась для охоты и собирательства, а также для различных обрядов. Кроме того, Смит пришёл к предварительным выводам, что территория парка была разделена по водоразделам рек между 5 племенами: нискуалли, пуялуп, маклешут, якама и каулиц. Однако, последующие исследования ставят под сомнение теорию Смита о том, что данные племена согласовали границы ещё до того, как они заключили договоры с США в 1854-55 годах.

### Создание парка
2 марта 1899 года президент США Уильям Мак-Кинли подписал выпущенный Конгрессом законопроект, утверждающий создание национального парка Маунт-Рейнир. На тот момент Маун-Рейнир стал пятым по счёту национальным парком страны. Кроме того, это был первый национальный парк США, образованный из национального леса. В 1893 году был образован Тихоокеанский лесной заповедник, включавший в свой состав гору Рейнир. В 1897 году территория заповедника была увеличена, а сам он был переименован в заповедник Маунт-Рейнир. В 1898 году заповедник посещал известный американский писатель и защитник природы, Джон Мьюр. Мьюр и ещё группа из 9 человек поднялись на вершину горы Рейнир, что стало пятым зарегистрированным восхождением на неё. Поездка в Маунт-Рейнир во многом убедила Мьюра посвятить свою жизнь охране природы и созданию национальных парков. К тому времени на американском западе было создано множество национальных лесов (в то время они назывались «лесные заповедники»), однако Мьюр хотел повысить статус этих природоохранных территорий до национальных парков, что, впрочем, не встречало особой общественной поддержки в те годы. За 1890-е годы ему удалось добиться создания только одного национального парка. Когда в 1893 году был создан Тихоокеанский лесной заповедник, Мьюр обратился в недавно созданную природоохранную организацию Клуб Сьерра за поддержкой движения за образование на горе Рейнир национального парка. Вскоре к движению присоединились Национальное географическое общество и ряд научных ассоциаций, которых помимо прочего интересовало сохранение территории как объекта для изучения вулканизма и гляциологии. Инициативу поддержали также ряд компаний в Сиэтле и Такоме, а кроме того — Северная Тихоокеанская железная дорога. Движение за создание парка продолжалось более 5 лет и включало 6 попыток протолкнуть законопроект через Конгресс. В конечном счёте Конгресс согласился на создание парка при условии предоставления гарантий, что данные земли непригодны для сельского хозяйства и добычи полезных ископаемых, а также, при условии, что на содержание парка не потребуется средства из федерального бюджета.

### Наводнение 2006 года
Национальный парк Маунт-Рейнир был закрыт после сильных наводнений, причиной которых были ливни, обрушившиеся на данный район 6 ноября 2006 года. За 36 часов выпало 460 мм осадков. Большая часть дорог и площадок для кемпинга были размыты. Только 5 мая 2007 года парк был снова открыт для автомобилистов, движущихся по дороге штата № 706 и въезжающих на территорию через ворота Нискуали.

## Инфраструктура и достопримечательности
18 февраля 1997 года территория парка полностью была признана округом национальных исторических памятников США в знак признания за сохранение парковой архитектуры и её высокое качество. Парк включает 42 объекта, входящих в национальный реестр исторических мест США, а том числе 4 национальных исторических памятника.
Наиболее популярным объектом посещения парка является район, известный как Парадайз. Район расположен на южном склоне вулкана Рейнир, на высоте около 1600 м над уровнем моря. 62 % из 1,3 млн посетителей парка в 2000 году приезжали именно в Парадайз. В этой части парка расположен информационно-туристический центр им. Генри М. Джэксона (построен в 1966 году; в 2008 году снесён и построен заново), а также исторический отель Парадайз-Инн, построенный в 1916 году. Служба национальных парков США называет Парадайз самым снежным местом на Земле. Зимой 1971-72 годов на данной территории выпало 28,5 метров снега, что было для этой зимы мировым рекордом.
В 10,5 км к востоку от ворот Нискуали находится информационно-туристический центр Лонгмайр. Центр расположен в долине реки Нискуалли, на высоте 842 м, между горными хребтами Рампартс и Татуш. Лонгмайр окружают реликтовые леса из псевдотсуги Мензиса, складчатой туи и западной тсуги. Лонгмайр является вторым по популярности местом среди гостей парка (в 2000 году это место посетили 38 % из 1,3 млн посетителей).
Информационно-туристический центр Санрайз расположен в северо-восточной части парка, на высоте 1950 м. Это самая высокая точка парка, до которой можно добраться на автомобиле. В районе Санрайз имеется множество пешеходных маршрутов.
В Маунт-Рейнир расположено около 300 небольших озёр и прудов, таких как Типсу. Причём все они не имеют естественных популяций рыб.
В 2013 году здесь был найден редкий реликтовый вид двукрылых насекомых Plesioaxymyia vespertina.